# Шоу Люси
«Шоу Люси» (англ. The Lucy Show) — американский комедийный телесериал с Люсиль Болл в заглавной роли, выходивший на канале CBS с 1 октября 1962 по 11 марта 1968 года.

## Производство
«Шоу Люси» — следующий успешный телепроект Болл после ситкома «Я люблю Люси» (1951—1957) и его спин-оффа «Час комедии Люси-Деси» (1957—1960).
Как и в предыдущих шоу, сценаристами сериала были Мадлен Пью Дэвис и Боб Кэрролл-младший, а одну из главных ролей исполнила Вивиан Вэнс. Бывший муж и партнёр Болл Деси Арнас выступил в качестве продюсера, а другой актёр «Я люблю Люси» Уильям Фроули появился в одной из серий. Напротив, Гэйл Гордон, появлявшийся в первом сериале в эпизодической роли, здесь присоединился к основному актёрскому составу.

## Сюжет
Овдовевшая мать двоих детей Люси Кармайкл живёт в одном доме со своей разведённой подругой Вивиан Бэджли и её сыном. Она пытается получить доступ к деньгам из трастового фонда покойного мужа, а затем становится личным секретарём местного банкира Теодора Муни.

## Актёры
| Актёр          | Персонаж                  | Серии | Период    |
| -------------- | ------------------------- | ----- | --------- |
| Люсиль Болл    | Люси Кармайкл             | 156   | 1962-1968 |
| Гэйл Гордон    | Теодор Муни               | 102   | 1963-1968 |
| Вивиан Вэнс    | Вивиан Бэджли             | 81    | 1962-1968 |
| Джимми Гарретт | Джерри Кармайкл, сын Люси | 55    | 1962-1965 |
| Ральф Харт     | Шерман Бэджли, сын Вивиан | 45    | 1962-1965 |
| Кэнди Мур      | Крис Кармайкл, дочь Люси  | 40    | 1962-1965 |

## Награды
- 1967 — Премия «Эмми» за лучшую женскую роль в комедийном телесериале (Люсиль Болл)
- 1968 — Премия «Эмми» за лучшую женскую роль в комедийном телесериале (Люсиль Болл)